# Narodni arheološki muzej, Chiusi
Narodni arheološki muzej Chiusi zbira številne najdbe iz izkopavanj na tem območju, zlasti starodavne kanopske posode in značilne sarkofage. Z muzejsko vstopnico se lahko obišče tudi grobnico levov, tomba della Pellegrina in ob rezervaciji grobnico opice.
Obstaja tudi pomemben restavratorski laboratorij, specializiran za arheološko gradivo.

## Zgodovina
Muzej je bil ustanovljen leta 1871 kot občinski muzej. Leta 1901 so ga preselili na sedanjo lokacijo, znotraj stavbe neoklasicističnega izvora. Razširitev sega v leto 1932, ko so bile razstavljene nove najdbe iz zasebnih zbirk. Poškodovana je bila med drugo svetovno vojno in postala, v državni lasti leta 1963. Leta 2003 je bil v celoti preurejen, razstava pa izboljšana, glede na pretekla leta. 

## Zbirke
V portiku je vrsta pogrebnih napisov, spominskih kamnov in marmornatih kipov, od groba gens Allia naprej preko via Cassia (konec 1. stoletja pr. n. št.)
Razstava je urejena po kronoloških in tematskih merilih, v tesni povezavi z območjem Chiusi. Kjer je mogoče, je kraj najdbe vedno naveden, nekateri zemljevidi pa olajšajo lokalizacijo na območju. Prva soba je poleg 'orientacijske' faze etruščanske proizvodnje namenjena železni in bronasti dobi. Obstajajo tako lokalno proizvedeni predmeti kot drugi predmeti uvoza v antiki, na primer bukero s cilindričnim okrasom.
Naslednja soba zasleduje svojevrstno proizvodnjo Chiusija med 7. in 6. stoletjem pred našim štetjem, osredotočena na antropomorfne kanope, med katerimi izstopa znamenita Canopus Dolciano, postavljena na konzolo, okrašen bronast prestol. Druga soba prikazuje skulpturo iz apnenca s kipi, ki se uporabljajo kot žare, reliefni in pogrebni kipi, na primer figure sfinge ali jokajoče ženske.
Med uvoženimi deli izstopa črnofiguralna antična keramika (na primer amfora z Ahilom in Ajasom, ki kockata v prisotnosti Atene, slikarja iz Kleofradesa), rdečefiguralna (skifos z redko upodobitvijo slikarja Telemaha Penelopa s prizori iz Odiseje) in etruščanska imitacijska keramika. V isti sobi so tudi najdbe bukerov, značilnih za lokalno proizvodnjo. 
Na posebnem oddelku so najdbe izkopavanj na območju Petriolo in nekropole na območju, oblačila iz 7. do 3. stoletja pred našim štetjem. Med slednjimi izstopa grobno blago iz grobnice Panije, z veliko bronasto situlo in ebenovinasto škatlo, ki je danes shranjena v Firenškem narodnem arheološkem muzeju. Paolozzijeva žara je okrašena z jokajočimi ženskimi figurami in glavami grifonov.
Spodnje nadstropje je namenjeno najdbam iz helenistične in rimske dobe. Obstajajo številne marmorne in alabastrne žare, za katere je značilen idealiziran portret pokojnika, ki leži na pokrovu in mitološki prizori na stranicah; starejše z grško mitologijo, kasnejše pa imajo krilate pošasti iz etruščanskega podzemlja; pogosto ima žara ime pokojnika. Med najbolj izpopolnjenimi primerki je alabastrna žara Larth Sentinate Caesa iz grobnice tomba della Pellegrina. Ostale žare so v poslikani terakoti, razstavljene pa so tudi arhitekturne in votivne terakote. Chiusi je etruščansko mesto, ki je dalo največ napisov iz helenističnega obdobja, kar priča o izjemni pismenosti in kulturnem razcvetu tega obdobja.
Rimsko dobo dokumentirajo zapečena keramika izdelana v okolici Arezza, steklo, bron, pogrebni spominski kamni, nekateri kipi (Avgustov kip, brezglavi kip in portreti iz 2. in 3. stoletja) in častna baza. Izstopa tudi mozaični emblem, na katerem Meleagros lovi kaledonskega merjasca. Redek je glirarium, posoda za gojenje polhov, ki je takrat veljal za pravo poslastico.
Sledi oddelek z langobardsko umetnostjo (Chiusi je bil pomembno langobardsko vojvodstvo) z različnimi materiali, ki so jih našli v grobnicah na območju Arcise: orožje, fibule in dragulji.
V zadnjih vitrinah so najdbe zbirk Paolozzi in Mieli Servadio, ki so bile podlaga za muzejsko zbirko.

## Slike
- Kanopa
- Žara v obliki zaboja
- Pogrebni kip